# 阿里·本·优素福
阿里·本·优素福（阿拉伯语：‎；1084年—1143年1月26日），穆拉比特王朝埃米尔，1106年至1143年在位。

## 生平
阿里生于1084年，是摩洛哥历史上著名君主优素福·本·塔什芬之子，母亲是基督徒。优素福在1106年9月离世，23岁的阿里在当年9月2日即位。阿里继承了其父横跨摩洛哥和安达卢斯的庞大王朝，他任命兄弟塔米姆（Tamim ibn Yusuf）为安达卢斯总督。1110年，阿里率军攻陷萨拉戈萨，但在1118年不敌阿拉贡国王阿方索一世，令萨拉戈萨失守。1121年，科尔多瓦反叛。1139年，葡萄牙伯爵阿方索·恩里克斯率军在奥里基战役中击败了阿里的军队，随后阿方索被拥立为葡萄牙国王。
他曾为马拉喀什的本·优素福清真寺打造了一座敏拜尔，该寺后来被穆瓦希德王朝烧毁，此座敏拜尔迁到库图比亚清真寺。马拉喀什的穆拉比特库巴也是他统治期间建造的。
为防范伊本·图马特的势力，他听取阿布-瓦利德·本·本·鲁世德（伊本·鲁世德的祖父）的建议，为马拉喀什建造了外墙。他耗费7万金第纳尔建造马拉喀什的防御工事，同时扩建城市，令城市规模扩大了一倍。他也劝告安达卢斯的埃米尔筑墙自保。阿里还为马拉喀什建造了灌溉系统，应用了坎儿井技术。坦西夫特河上的首座桥梁也是阿里下令建造的。
1143年，阿里逝世，子塔什芬·本·阿里即位。